# 礫川亭素潾
礫川亭 素潾（れきせんてい そりん、生没年不詳）とは、江戸時代の浮世絵師。

## 来歴
礫川亭永理の門人といわれる。姓名不詳。礫川、礫川亭、素潾、そりん、素鱗、素隣などと号す。幕臣であった永理と同様に「礫川」と称しているので、素潾も小石川に住む幕臣であったと推測される。作画期は文化の頃で、錦絵と肉筆美人画の作を残している。

## 作品
- 「風流五節句遊」　大判錦絵
- 「洗濯」　大判錦絵
- 「品川遊君図」　絹本着色　東京国立博物館所蔵